# Gouméra
Gouméra est une commune urbaine malienne, située dans le pays de la Guïdimaxa, de l'arrondissement central de Kayes, dans le cercle de Kayes et la région de Kayes. Il est divisé par trois grandes quartiers: GANEGA; BALOU; ET KANIAGA
Ila pour chef de village, Yamadou Wandé Camara.

## Géographie
La localité de Gouméra est située sur la route nationale RN 23 (axe Kayes-Tambacara-Yélimané) à 26 km au nord-est du chef-lieu régional Kayes. 
|             | Séro Diamanou |                   |
| Gory Gopéla | Gouméra       | Maréna Diombougou |
| Khouloum    | Colimbiné     |                   |

## Villages
Il existe trois grands quartiers à Gouméra qui sont : Ballou, Ganega et Kanianga. La commune s'étend sur la localité de Gouméra relevée lors du recensement général de 2009, elle comte 3 821 habitants.